# Menesia sexvittata
Menesia sexvittata är en skalbaggsart som beskrevs av Stefan von Breuning 1962. Menesia sexvittata ingår i släktet Menesia och familjen långhorningar. Inga underarter finns listade i Catalogue of Life.